# Emboscada de Shujaiya
La emboscada de Shujaiya fue un enfrentamiento militar llevado a cabo por miembros de las Brigadas de Ezzeldin Al-Qassam, brazo armado de Hamás, el 12 de diciembre de 2023, durante la invasión terrestre israelí de Gaza. La emboscada tuvo lugar en el barrio de Shujaiya y se saldó con la muerte de nueve oficiales y soldados israelíes, la mayoría de ellos de la Brigada Golani, además de la muerte de un décimo soldado ese mismo día, lo que suponía el mayor número de bajas sufridas por el ejército israelí en un solo día desde el 31 de octubre de 2023. 
Las fuerzas israelíes ya habían caído en una emboscada similar: en Shujaiya, durante la Guerra de Gaza de 2014, cuando catorce soldados murieron y el soldado Shaul Aaron fue capturado.

## Emboscada
La emboscada se produjo a las 4:30 p. m. del 12 de diciembre. En ese momento el 51.º Batallón de la Brigada Golani estaba realizando un barrido de un complejo de tres edificios al noroeste de Shujaiya, un distrito de la ciudad de Gaza situada al este del centro de la ciudad. La fuerza israelí estaba formada por cuatro soldados: el comandante de la compañía, el mayor Moshe Avraham Bar-On, el comandante del pelotón, el capitán Lil Hayo, el sargento Eran Aloni y el sargento Ahija Daskal. Cuando entraron en uno de estos edificios, quedaron expuestos a la explosión de un artefacto explosivo colocado por combatientes palestinos, seguido de intensos disparos y lanzamiento de granadas de mano, que provocaron la muerte de los militares israelíes.
Mientras tanto, las fuerzas israelíes que se encontraban fuera del edificio fueron objeto de intenso fuego de fusilería y se cortó la comunicación entre ellas y los cuatro soldados que se encontraban dentro del edificio. El ejército israelí temía que los soldados fueran secuestrados a través de los túneles después de cortarse la comunicación con ellos, por lo que la Brigada Golani envió a la mayoría de sus altos mandos de los sectores vecinos al lugar del enfrentamiento, al tiempo que enviaba refuerzos para asediar el recinto desde todos los lados. El teniente coronel Tomer Greenberg rodeó el complejo desde el norte. Mientras tanto, el 53.º Batallón retiró a sus soldados heridos y los enfrentamientos continuaron durante dos horas y media.
Mientras la Unidad Táctica Especial de Rescate (669) llegó al complejo e intentó derribar la puerta, pero los milicianos palestinos lograron herir a dos militares israelíes en otra emboscada en edificios cercanos e incendiaron toda la zona de entrada del complejo mediante la detonación de tres artefactos explosivos. También resultaron heridos el mayor Ben Shelly y el coronel Rom Hecht.
El general de brigada Yair Balai, comandante de la Brigada Golani, envió al coronel Itzhak Ben Basat, comandante del Batallón de Reconocimiento Golani, junto con el subcomandante de la brigada, al lugar de la emboscada para tomar el control de la batalla y asumir la organización del combate. Las fuerzas israelíes buscaban llegar rápidamente al lugar donde se encontraban los cuatro soldados e impedir su secuestro y la fuga de los combatientes palestinos o la llegada de refuerzos adicionales a los palestinos, además de rescatar a los heridos frente al complejo. Al mismo tiempo, temían estar expuestos al peligro de fuego amigo que provenía de varias direcciones.
Cuando el batallón Golani, liderado por Ben Bashat, llegó para rescatar a los heridos de la Unidad 669, sus miembros fueron expuestos a intenso fuego desde varias direcciones, y el propio coronel Ben Bashat murió durante el tiroteo. Cuando finalmente los soldados del batallón pudieron rescatar a los heridos, entrar en el edificio y recuperar los cuerpos de los cuatro soldados, se descubrió que estaban muertos y no secuestrados. Al mismo tiempo, otra fuerza israelí del 13.º Batallón de la Brigada Golani, que estaba estacionada en un edificio cercano con vistas a la zona, entabló un feroz enfrentamiento con combatientes de Al-Qassam que se encontraban en otros edificios del mismo complejo. Los combatientes de Hamás dispararon un proyectil desde un edificio cercano, provocando el derrumbe del edificio en el que se encontraban las fuerzas del 13.º Batallón, y en este enfrentamiento murió el comandante del batallón, Tomer Greenberg, junto con el comandante de su compañía, el mayor Roei Maldas. Al final, los soldados israelíes pidieron apoyo aéreo y de artillería para impedir el avance de los militantes palestinos y poder transportar a los muertos y heridos a un lugar seguro.
El corresponsal militar israelí del periódico Maariv describió lo sucedido como una emboscada bien ejecutada. «La fuerza Golani, que estaba presente allí inicialmente, fue objeto de intensos disparos. Durante la operación de rescate, la unidad que llegó también fue objeto de intensos disparos y, como resultado, la unidad entró en el edificio con una trampa explosiva».

## Consecuencias
Se trata del mayor número de muertos entre las fuerzas israelíes en un solo día desde el inicio de la Operación Espadas de Hierro en Gaza. Algunos días después, y debido al sorprendentemente alto número de bajas que sufrió la Brigada Golani, está fue evacuada de la zona de combate en la Franja de Gaza.
Hamás dijo que la emboscada demostraba que las fuerzas israelíes nunca podrán someter a Gaza: «Cuanto más tiempo permanezcan allí, mayor será la factura de sus muertes y pérdidas, y saldrán de allí con la cola de la decepción y la pérdida, si Dios quiere».

## Bajas israelíes
Siete soldados de la Brigada Golani:
- Coronel (res.) Itzhak Ben Basat, 44 años, de Sde Ya'akov, comandante del Batallón de Reconocimiento Golani.
- Teniente coronel Tomer Greenberg, 35 años, de Almog, comandante del 13.º Batallón.
- Mayor Roei Maldas, 23 años, de Afula.
- Mayor Moshe Avraham Bar-On, 23 años, de Raanana.
- Sargento Ahiya Daskal, 19 años, de Haifa.
- Capitán Lil Hayo, 22 años, de Shoham.
- Sargento Eran Aloni, 19 años, de Ofakim

Dos soldados de la Unidad 669:
- Mayor Ben Hili, 26 años, de Kidron, líder de escuadrón en la Unidad 669.
- Sargento Rom Hecht, 20 años, de Givatayim.

A esto se suman un número desconocido de heridos. Los muertos de la brigada Golani fueron enterrados en el cementerio militar de Kfar Tabor. La mayoría de los medios de comunicación indicaron que diez soldados murieron en la emboscada, aunque en realidad el sargento Oriya Yaakov, de 19 años, del 614.º Batallón del Cuerpo de Ingenieros de Combate, de Ascalón, murió en un incidente separado en el norte de Gaza.